# Bảo tàng - Công viên Dân tộc học Orawa ở Zubrzyca Górna
Bảo tàng - Công viên Dân tộc học Orawa ở Zubrzyca Górna (tiếng Ba Lan: Muzeum - Orawski Park Etnograficzny w Zubrzycy Górnej) là một bảo tàng ngoài trời tọa lạc ở làng Zubrzyca Górna, xã Jabłonka, huyện Nowotarski, tỉnh Małopolskie, Ba Lan. Hoạt động của bảo tàng ngoài trời này tập trung vào việc giới thiệu kiến trúc cũng như văn hóa vật chất, xã hội và tinh thần của vùng Thượng Orava.

## Lịch sử
Bảo tàng - Công viên Dân tộc học Orawa ở Zubrzyca Górna chính thức mở cửa cho công chúng vào năm 1955. Người đồng sáng lập và giám đốc đầu tiên của bảo tàng ngoài trời này là nhà dân tộc học người Ba Lan Wanda Jostowa, ông sinh ra ở Lviv. Địa điểm này từng được chọn làm bối cảnh của một số bộ phim, hai trong số đó là các phim truyền hình Janosik và Với lửa và kiếm.

## Triển lãm
Diện tích của khu vực triển lãm là gần 12 ha. Trong bảo tàng ngoài trời có hơn 60 vật thể kiến trúc, tạo thành 36 cuộc triển lãm về các chủ đề khác nhau, bao gồm nhà ở của nông dân, các lò rèn, một nhà máy dầu, một nhà máy xay xát, một nhà máy nhuộm bằng lò nung, các tòa nhà linh thiêng, và một số thứ khác.